# 코르푸섬 사건
코르푸섬 사건(그리스어: κατάληψη της Κέρκυρας 카탈립시 티스 케르키라스[*], 이탈리아어: Crisi di Corfù 크리시 디 코르푸[*])은 1923년 코르푸섬을 두고 일어난 파시스트 이탈리아와 그리스 왕국 사이의 외교적·군사적 충돌이다.
알바니아 공국과 그리스 왕국의 국경 분쟁을 중재하는 위원회를 이끌던 이탈리아 왕국의 장군 엔리코 텔리니와 그를 수행하던 2명의 참모들이 그리스 영토에서 암살당하면서 촉발되었다. 베니토 무솔리니는 그리스 왕국에 최후통첩을 보냈고 최후통첩 속 내용이 전부 받아들여지지 않자 군대를 보내 코르푸섬을 폭격하고 섬을 점령했다.
무솔리니는 국제연맹의 중재안을 거부하고 국제연맹이 코르푸 해협 사건에 관여할 경우 국제연맹을 탈퇴할 것이라고 언급했고 대사 회의는 이탈리아 왕국에 유리한 중재안을 제시했다. 이 사건은 국제연맹이 강대국들이 연관되어 있는 사건을 담당할 때 무력하다는 것을 드러낸 사건이었다.

## 배경
1911년부터 1912년까지 진행된 이탈리아-튀르크 전쟁에서 이탈리아 왕국은 그리스인들이 다수 거주하던 도데카니사 제도를 점령했다. 1919년 체결된 베니첼로스–티토니 협정에서 이탈리아 왕국은 아나톨리아 일부의 이탈리아 지배를 그리스 왕국이 인정하는 대신 로도스섬을 제외한 도데카니사 제도를 그리스 왕국에 이양하기로 결정했다.
그러나 튀르키예의 민족주의 운동의 결과로 튀르키예 독립 전쟁에서 튀르키예가 승리하자 1922년까지 아나톨리아를 분할하는 계획은 모두 중단되었다. 베니토 무솔리니는 이탈리아인들이 튀르키예 지역에서 추방되었기 때문에 도데카니사 제도를 그리스에 반환하는 것을 지킬 이유가 없다고 생각했다. 그리스 왕국은 도데카니사 제도의 반환을 무솔리니에게 요구했으나 1923년 여름 무솔리니는 도데카니사 제도의 공식적인 병합 절차를 이행하기 위해 도데카니사 제도에 주둔하고 있던 이탈리아군을 증강했다. 그리스는 이에 항의하는 서한을 발표했다.
1923년 5월 로마를 방문한 영국 외무장관 조지 커즌 경은 무솔리니에게 이탈리아 왕국이 유고슬라비아와 그리스 왕국과의 영토 분쟁을 모두 해결해야 하니 이탈리아 왕국의 요구에 관한 중재의 일환으로 영국이 주바랜드와 자그붑을 이탈리아 왕국에 할양하겠다고 제안했다. 이탈리아가 제1차 세계 대전에 연합국으로 참전하기로 결정되었던 1915년 런던 조약에서 영국은 주바랜드와 자그붑을 이탈리아 왕국에 할양하기로 약속했고 1918년 베르사유 조약에서 이탈리아가 런던 조약에서 보장된 영토들을 모두 받지 못한 "절단된 승리"가 1919년 무솔리니의 국가 파시스트당 창당의 주요 동기였기 때문에 주바랜드와 자그붑은 이탈리아 왕국에게 실제 영토의 효용성에 비해 아주 큰 의미를 가지고 있었다. 주바랜드와 자그붑의 획득은 이탈리아 왕국에게 유고슬라비아와 피우메를 둘러싼 분쟁과 그리스와 도데카니사 제도를 둘러싼 분쟁을 종식시키는 것을 의미했고 무솔리니는 어떠한 제안도 받아들이고 싶어하지 않았다. 1920년 밀너-시알로야 협정에서 영국이 이탈리아에게 주바랜드와 자그붑을 할양하는 것에 약조했음에도 불구하고 영국은 도데카니사 제도 분쟁 해결과 영토 할양을 묶어서 거론했다.
1923년 7월 로잔 조약에 따라 모든 연합국들은 튀르키예에 대한 영유권을 포기했고 이로 인해 아나톨리아의 상당 부분을 포함해 이탈리아가 제1차 세계 대전을 통해 획득하고자 했던 모든 영토를 가져오겠다고 야당 지도자 시절 약속했던 무솔리니의 위신은 크게 손상되었다. 전임자들을 1918년의 "절단된 승리"를 가져온 나약한 지도자들이라고 비난하고 자신이 "절단된 승리"를 끝낼 "강한 지도자"라고 강조했던 무솔리니는 1923년 여름 이탈리아 왕국이 자신의 주장을 모두 달성하기에는 너무 약하다는 것을 직시해야만 했다.
1923년 당시 그리스 왕국과 알바니아 공국 사이에는 국경 분쟁이 있었다. 두 국가들은 영토 분쟁을 대사 회의로 가져갔고 대사 회의는 국경을 결정짓기 위해 영국, 프랑스, 이탈리아 왕국의 관료들로 구성된 위원회를 설립했다. 이 위원회는 국제연맹의 인준을 받았고 이탈리아 왕국의 장군 엔리코 텔리니가 위원장을 맡았다. 중재가 진행되는 동안 중재 위원회와 그리스 왕국 사이의 관계는 좋지 않았고 그리스측 대표는 텔리니가 알바니아측에 유리하게 협상을 진행하고 있다고 공공연히 비난했다.
1923년 7월, 무솔리니는 당해 여름에 일어날 그리스 왕국의 "예상된 도발 행위들"에 대응하기 위해 이탈리아 왕국 해군의 제독들에게 코르푸섬 점령을 대비하라고 명령했다. 이탈리아 왕국 해군 장관이었던 파올로 타온 디 레벨 제독은 이탈리아 왕국 해군의 승리가 이탈리아인들에게 해군의 중요성을 보여주고 해군 예산의 증액을 이끌어낼 것이라는 생각 아래에 코르푸섬 점령 계획을 환영했다. 무솔리니는 동시에 키지궁에서 일하는 전문 외교관들이 코르푸섬 점령 계획을 들었을 때 해당 계획에 반대할 것으로 생각해 이 계획을 외교관들에게는 알리지 않았고, 그의 예상은 코르푸섬을 공격했을 때 적중했다.

## 텔리니의 암살
1923년 8월 7일 그리스 왕국의 이오아니나 근처 카카비여(알바니아어: Kakavijë, 그리스어: Κακαβιά 카카비아[*])에 있는 국경 검문소에서 엔리코 텔리니와 그의 수행원 2명, 통역가와 개인 운전사가 매복해 있던 암살자들의 습격을 받아 사망했다. 희생자들은 텔리니 장군, 루이지 코르티(이탈리아어: Luigi Corti) 소령, 마리오 보나치니(이탈리아어: Mario Bonacini) 중위, 알바니아어 통역가 타나스 게치리(이탈리아어: Thanas Gheziri), 개인 운전사 레미조 파르네티(이탈리아어: Remigio Farnetti)였으며 암살자들은 공격이 성공한 이후 희생자들의 물건들을 도둑질하지 않았다. 암살 사건은 알바니아 공국과 그리스 왕국이 국경 분쟁을 겪는 곳 근처에서 일어났고 이로 인해 알바니아측과 그리스측 모두 텔리니의 암살 사건을 주도한 것으로 파악될 여지가 있었다.
이탈리아 왕국의 신문들과 알바니아 공국 정부는 공식 성명에서 그리스인들이 수행단 암살을 계획했다고 주장했다. 한편 그리스 왕국 정부와 관료들, 그리고 이오아니나에 주재하던 루마니아 왕국의 영사는 암살이 알바니아인들에 의해 이루어졌다고 증언했다. 1945년 4월, 그리스 왕국 주재 영국 대사 레지널드 리퍼는 외무장관 앤서니 이든 경에게 텔리니 장군의 암살은 차머리아 알바니아인들에 의해 실행되었다는 견해가 담긴 서신을 발송했다. 이 서신은 차머리아 알바니아인 강도 다우트 호자(알바니아어: Daut Hoxha)가 수행단들을 암살했다고 명시하고 있다.
이러한 입장 차이가 있는 견해들에 관해 그리스사를 전공한 영국의 역사가 애리스터틀 캘리스는 "텔리니의 암살에 관한 자세한 경위는 파악하기 어렵지만 알바니아 공국 출신 범인들이 그리스 국경을 몰래 넘어가 그리스 지역에서 수행단들을 암살해 그리스 왕국에 죄를 뒤집어씌웠다고 볼 수 있는 그리스측의 주장을 뒷받침할 수 있는 근거들이 충분히 있다."라고 언급했다.

## 이탈리아와 그리스의 반응
수행단들의 암살 소식이 이탈리아 왕국에 전해지자 이탈리아 왕국에서는 반(反)그리스 왕국 시위들이 전개되었다. 그리스 왕국의 신문들은 만장일치로 텔리니 암살 사건을 규탄하고 이탈리아 왕국에 우호적인 감정을 표출했다. 또한 그리스 왕국 내각이 국가의 존엄성을 잃지 않는 범위 아래에서 이탈리아 왕국이 만족할 만한 법적 조치들을 취할 것을 희망한다고도 보도했다.
1923년 8월 29일, 이탈리아 왕국은 그리스 왕국에 아래와 같은 최후통첩을 발송했고 24시간 내에 최후통첩에 관한 입장을 발표할 것을 요구했다.
1. 아테네 주재 이탈리아 왕국 공사관에서 암살 사건에 관한 정부의 공식 사과문을 발표할 것
2. 모든 그리스 왕국 관료들의 참석 아래에 성 디오니시우스 아레오파기타 대성당에서 희생자들의 장례식을 거행할 것
3. 희생자들에게 군사적 예우를 대해줄 것
4. 그리스 왕국 해군 함대가 피레아스로 출항할 이탈리아 왕국 해군 함대를 예우를 갖춰 맞이할 것
5. 암살자들에게 사형을 집행할 것
6. 배상금 통지서를 받은 후 5일 내에 이탈리아 왕국에 배상금으로 5,000만 이탈리아 리라를 지불할 것
7. 이탈리아 왕국군 무관의 협조 아래에 사건의 진상을 밝히는 엄중한 수사를 실시할 것[26][27][28]

8월 30일, 그리스 왕국은 이탈리아 왕국의 최후통첩에 관해 아래의 4가지 항목들을 수용할 용의가 있다고 답변했고 아래의 항목들을 제외한 이탈리아의 다른 요구들은 그리스의 주권과 명예를 침해하는 것으로 판단해 수용하지 않기로 결정했다.
1. 피레아스에 주재하는 그리스 왕국군 사령관이 이탈리아 사절단에게 그리스 왕국 정부의 애도를 전달할 것
2. 그리스 왕국 관료들의 참석 아래에 희생자들의 장례식을 거행할 것
3. 장례식이 거행되는 날에 그리스 왕국 근위대가 이탈리아 공사관에 있는 이탈리아 왕국 국기에 경의를 표할 것
4. 희생자들의 시신들이 이탈리아 왕국 해군 전함으로 이송될 때 그리스 왕국군이 예우를 표할 것

추가적으로 그리스 왕국 정부는 이탈리아 왕국군 무관의 참석 하에 사건의 진상을 조사하는 것은 받아들이지 않겠지만 희생자들의 가족들에게 공정한 보상을 제공할 완전한 의사가 있으며 이탈리아 왕국군 무관 페로네 디 산 마르티노(이탈리아어: Perone di San Martino) 대령이 제공할 수 있는 암살자들을 찾아내는데 도움을 줄 수 있는 정보 제공과 같은 지원을 기꺼이 받아들이겠다고 표명했다.
베니토 무솔리니와 그의 내각은 그리스 왕국 정부의 답변에 만족해하지 않았고 해당 제안들을 수용할 수 없다고 선언했다. 이탈리아 왕국의 언론사들은 종류에 관계없이 무솔리니의 주장을 지지했고 그리스 왕국이 이탈리아 왕국의 최후통첩을 전적으로 수용해야 한다고 주장했다. 무솔리니의 주장은 이탈리아 전역에서 많은 지지를 받았다.

## 이탈리아의 코르푸섬 폭격 및 점령
1923년 8월 31일, 이탈리아 왕국 해군 1개 전대가 그리스 왕국의 코르푸섬에 항복을 요구했고 코르푸섬이 항복을 거부하자 항공전력의 지원 아래에 섬을 폭격하고 5,000명에서 10,000명의 군대를 보내 섬을 점령했다.
이탈리아 왕국군의 공격은 군사적 기능을 오래전부터 폐기하고 그리스인 난민들의 피난처로 사용되어왔던 코르푸섬 구 요새와 난민 피난처로 사용되었던 코르푸섬 신 요새에 있는 도시 경찰 학교에 집중되었다. 폭격은 15분에서 30분 동안 지속되었고 폭격으로 인해 그리스측 주장으로는 민간인 16명 사망, 30명 부상 및 2명이 팔을 절단해야 하는 피해가, 다른 쪽 자료에서는 민간인 20명이 죽고 32명이 부상당하는 피해가 발생했다. 보고된 희생자들에는 군인이 없었으며 모두 난민이거나 고아였고 대다수가 어린이들이었다. 세이브 더 칠드런의 한 위원은 이탈리아 왕국군의 폭격을 "비인간적이고 혐오스러우며 정당하지 않고 불필요했던 것"이라고 묘사했다.
코르푸섬 지사 페트로스 에브리페오스(그리스어: Πέτρος Ευριπαίος)를 포함해 그리스 왕국의 관료와 장교들은 이탈리아 왕국군에게 체포되었고 이탈리아 전함에 구금되었다. 150명의 그리스 왕국 수비대는 항복하지 않았지만 이탈리아군과 교전하지 않고 섬 내부로 퇴각했다. 이탈리아 왕국군 장교들은 상륙 이후 혹여 섬에 체류하던 영국인들이 폭격으로 다치거나 사망했을까 염려했지만 희생자들 중에 영국인들이 없다는 것을 확인한 후 안도했다. 그러나 그리스 왕국 경찰 양성 학교에서 일하던 영국인 장교의 집은 이탈리아군에게 노획되었다.
베니토 무솔리니는 코르푸섬 점령 이후 행해진 연설에서 1864년 그리스 왕국이 코르푸섬을 자국 영토로 합병하기 전까지 "코르푸섬은 베네치아 공화국이 400년 동안 점유하던 섬이었다"는 것을 그리스가 이해하지 못했다고 말하며 그리스 왕국 정부를 비난했다. 코르푸섬 사건 내내 무솔리니는 베네치아 공화국의 계승국인 이탈리아 왕국이 코르푸섬 소유에 있어 그리스 왕국보다 더 정당성이 높은 국가라는 것을 강조하고자 코르푸섬이 과거 베네치아 공화국이 다스리던 섬이라는 것을 계속 언급했다.
코르푸섬 폭격 및 점령에 관해 반대했던 이탈리아인들도 있었는데 이들은 주로 코르푸섬 사건 당시 관련 정보들을 접하지 못했던 치기궁에서 일하던 원로 외교관들이었다. 그러나 외무부 장관의 사무 차관이었던 살바토레 콘타리니(이탈리아어: Salvatore Contarini)를 비롯한 대다수 외교관들이 코르푸섬 사건 당시 휴가를 떠나 있었다. 코르푸섬 사건 동안 콘타리니는 국제연맹의 이탈리아 왕국 대표 안토니오 살란드라, 프랑스 제3공화국 주재 이탈리아 왕국 대사 로마노 아베차나(이탈리아어: Romano Avezzana)와 함께 이탈리아 왕국 정부 내 온건파로 활동하며 극단적인 요구를 더 주장하는 것을 포기하고 그리스 왕국과 타협점을 모색하도록 무솔리니를 설득했다.
1922년 10월 28일 이탈리아의 총리가 된 무솔리니는 자신이 기존의 외교 관례들을 따르지 않는 파격적인 지도자임을 보여줘 자신의 권력을 과시하고 강화하고자 했고 코르푸섬 사건은 전통적인 이탈리아 외교 엘리트들과 무솔리니가 정책 입장 차이로 충돌한 첫 번째 사건이었다. 이탈리아 외교 엘리트들은 무솔리니의 제국주의적 팽창 정책에 반대한 것은 아니었지만 무솔리니의 과격한 정치적 행동은 반대했다. 코르푸섬 사건 당시 이탈리아는 주바랜드와 자그붑의 할양에 관해 영국과 협상을 전개하고 있었고 원로 엘리트 외교관들은 이탈리아가 영국에게 국제적으로 신뢰할 수 있는 동료라고 여겨져야 협상이 성공할 수 있다고 생각했다. 이런 생각 속에서 코르푸섬 사건과 무솔리니의 과격 행보는 협상의 실패를 야기할 수 있는 요소로 인식되었다.

## 사건 이후 국가들의 반응
그리스 왕국은 코르푸섬 함락 이후 국가 전역에 계엄을 선언했고 그리스 왕국 해군 함대는 이탈리아 왕국 해군 함대와의 충돌을 피하기 위해 파가시티코스만으로 퇴각했다. 아테네의 성모 희보 대성당에서는 폭격으로 희생된 사람들을 추모하는 장례 미사가 거행되었고 모든 성당의 종들이 계속 타종되었다. 장례 미사 이후 반(反)이탈리아 왕국 시위들이 전개되었으며 폭격의 희생자들에게 애도를 표하는 의미에서 모든 유흥시설들은 문을 닫았다.
그리스 왕국의 신문사 엘레프테로스 티포스(그리스어: Ελεύθερος Τύπος)는 코르푸섬 사건 이후 이탈리아인들을 "카포레토 전투의 패잔병들"로 풍자했고 이에 이탈리아 공사가 해당 내용에 관해 그리스 정부에 항의하자 정부는 엘레프테로스 티포스를 1일 정간하고 해당 내용을 통과시킨 검열관을 직장에서 해고했다. 그리스 정부는 아테네에 있는 이탈리아 왕국 공사관을 보호하기 위해 30명의 병사들을 파견했고 그리스 신문들은 이탈리아 왕국의 행동들을 만장일치로 비난했다.
이탈리아 왕국은 그리스 왕국 선박들의 오트란토 해협 통과를 금지했고 그리스 왕국이 이탈리아 선박들의 그리스 항구 출입을 허용했음에도 불구하고 그리스 왕국 선박 회사들의 이탈리아 왕국-그리스 왕국 물류 운송과 이탈리아 선박들의 그리스 왕국 출입을 금지했다. 그리스 왕국 소속 증기선들은 이탈리아의 항구에 억류되었고 한 선박은 코르푸 해협에서 이탈리아 왕국 해군 잠수함에게 나포되었다. 그러나 9월 2일 이탈리아 왕국 해양부는 모든 그리스 왕국 선박들의 이탈리아 왕국 항구 억류 조치를 해제했다. 이탈리아 왕국에서는 반그리스 왕국 시위가 다시 일어났고 이탈리아 왕국 정부는 런던에 머무는 이탈리아 왕국 예비군들에게 재입대 준비를 할 것을 명령했으며 이탈리아 왕국의 국왕 비토리오 에마누엘레 3세는 여름 별장에서 로마로 빠르게 복귀했다. 수행단 암살 사건을 해결하기 위해 그리스 왕국에 파견된 이탈리아 왕국군 무관은 이탈리아 영사관의 조치로 본국으로 소환되었으며 엘레프테로스 티포스를 비롯한 그리스 왕국의 언론사들은 이탈리아 왕국에서 추방되었다.
알바니아 공국은 국경 수비대를 증강했고 알바니아-그리스 국경을 폐쇄했다. 유고슬라비아 왕국은 그리스 왕국을 지원할 것이라고 발표했고 튀르키예의 일부 계파들은 무스타파 케말에게 이 사건이 튀르키예가 서트라키아를 획득할 좋은 기회라고 조언했다. 니어 이스트 재단의 단장은 코르푸섬 폭격이 완전히 불필요했고 정당하지 않은 사건이었다고 언급했고 이탈리아 왕국 정부는 해당 성명에 관한 항의를 주 이탈리아 왕국 미국 영사관에 전화로 전달했다. 섬 폭격을 목격했던 국제연맹 소속 추방된 여성들과 어린이들을 지원하는 위원회의 의장은 "코르푸섬에서의 범죄는 문명 국가가 저지른 공식적인 살인이며 섬 점령 방식은 비인간적이었다"라고 평가했다.
커즌 경은 무솔리니가 요구한 사항들에 관해 "사라예보 사건 이후 오스트리아-헝가리가 제시한 최후통첩보다 더 허무맹랑한 것"이라고 기록했다. 당시 엑스레뱅에서 휴가를 보내고 있던 영국 수상 스탠리 볼드윈에게 보낸 전보에서 커즌 경은 무솔리니의 행동이 "폭력적이고 변명의 여지가 없는 것"이며 영국이 그리스 왕국이 국제연맹에 탄원을 제출한 것을 지지하지 않으면 "중재 위원회는 활동을 종료할 수 밖에 없다"라고 언급했다. 커즌 경 외에 영국 외무·영연방부의 해럴드 니컬슨과 윌리엄 티럴 경은 "이탈리아 왕국의 부당한 착취에 맞서 국제연맹을 통해 그리스를 보호하기 위해 집중하고 있다."라는 메모를 작성했다.
국제연맹을 통해 위기를 종식시키려고 했던 커즌 경의 첫 번째 시도는 무솔리니가 국제연맹을 탈퇴하겠다고 위협하자 실패했다. 더욱이 국제연맹을 통해 이탈리아 왕국에 제재를 가하려면 연맹의회의 승인이 필요했는데, 프랑스가 코르푸섬 사건에 관한 안건이 의회에 회부될 경우 이탈리아 왕국에 관한 제재 결의안에 거부권을 행사할 것으로 인식되었다. 화이트홀에서의 논의에서 재무부는 미국이 국제연맹의 회원이 아니기 때문에 연맹이 무역제재를 가해도 이탈리아가 미국과 경제적 교류 관계를 지속할 것이고 이로 인해 제재의 실효성이 효과가 없을 것이라며 이탈리아에 대한 제재에 반대했고, 해군성은 이탈리아 왕국 봉쇄의 전제 조건으로 이탈리아에 선전포고를 할 것을 요구했다.
휴가를 간 로널드 그레이엄 경을 대신해 이탈리아 왕국 주재 영국 대사를 맡고 있던 하워드 윌리엄 케너드는 커즌 경에게 무솔리니가 "과대망상증과 극단적 민족주의가 혼합된" 미친 인간일지도 모른다는 편지를 보냈다. 케너드는 무솔리니가 그리스 왕국이 부담할 수 있는 능력 이상의 배상금을 요구하면서 코르푸섬 위기를 이탈리아 왕국과 그리스 왕국 사이의 전면전으로 성급하게 변화시켰다고 생각했다. 그러나 그는 무솔리니의 파시스트 정권이 이탈리아 왕국이 공산주의의 손에 떨어지는 것을 막을 수 있는 유일한 대응책이라고 생각했고, 무솔리니가 그리스 왕국과의 전쟁에서 패배한다면 무솔리니 정권은 붕괴하고 이탈리아 공산당이 정권을 차지하게 될 것이라고도 생각했다. 케너드는 이러한 생각 아래에서 이탈리아 왕국과 그리스 왕국 사이의 전쟁을 막기 위해 무솔리니에게 그리스 왕국이 지불해야 할 배상금을 낮춰달라고 설득함과 동시에 영국이 이탈리아 왕국의 조건을 수용하도록 그리스를 압박해야 한다고 주장했다.
영국의 입장과는 달리 체코슬로바키아는 유고슬라비아 왕국의 경우와 마찬가지로 이탈리아 왕국의 조치들을 비난하며 그리스 왕국을 지지했다.

## 대사 회의의 중재
1923년 9월 1일, 그리스 왕국은 코르푸섬 사건을 국제연맹에 회부했으나 이탈리아 왕국 대표 안토니오 살란드라는 연맹의회에서 그 자신이 이 문제에 관해 의논할 권리가 없다고 통보했다. 베니토 무솔리니는 연맹의 코르푸섬 문제 협조를 거부했고 대사 회의가 이 문제를 해결해야 한다고 요구했다. 그리고 연맹이 코르푸섬 문제에 개입할 경우 이탈리아 왕국이 국제연맹을 탈퇴할 것이라고 단언했다.
영국은 코르푸섬 문제를 연맹으로 가져가는 것을 선호했으나 프랑스 제3공화국은 코르푸섬 문제가 연맹이 루르 점령에 개입하게 될 소지를 제공할까 염려해 코르푸섬 문제를 연맹에서 해결하는 것을 반대했다. 무솔리니의 연맹 탈퇴에 대한 강경한 태도와 프랑스의 소극적인 태도로 인해 대사 회의가 코르푸섬 문제 해결을 맡게 되었다. 이로 인해 이탈리아 왕국은 위신을 지킬 수 있었고 프랑스는 국제 연맹이 코르푸섬 사건과 루르 점령을 연관 짓는 것을 방지할 수 있었다.
9월 8일, 대사 회의는 국제연맹과 이탈리아 왕국, 그리스 왕국에 코르푸섬 사건에 관해 아래와 같은 중재안을 제시했고 그리스 왕국에 해당 중재안을 전면 수용할 것을 아테네에 있는 대사 회의의 영국, 프랑스, 이탈리아 대표에게 개별적으로 전하라고 통보했다.
1. 그리스 왕국 해군 함대는 피레아스에 입항하는 이탈리아 왕국 해군 함대에 함포 21발을 발포하는 방식으로 경례를 표하고 이탈리아 함대에 뒤이어 피레아스에 입항하는 프랑스 해군 함대와 영국 해군 함대에도 경례를 표할 것
2. 그리스 왕국 정부 내각의 입회 아래 희생자들의 장례식을 거행할 것
3. 프레베자에서 이탈리아 해군에게 양도될 희생자들의 시신에 군사적 예우를 갖춰줄 것
4. 그리스 왕국이 스위스 은행에 보증금으로 5,000만 이탈리아 리라를 예치할 것
5. 그리스 왕국군 총지휘부가 아테네에서 엔리코 텔리니 암살 사건에 관해 영국, 프랑스, 이탈리아 대표에게 사죄할 것
6. 그리스 왕국은 그리스 왕국 주재 일본 제국 대사관의 무관 시부야 중령이 담당하는 특수국제위원회의 감독 아래에 9월 27일까지 수행단 암살 사건에 관한 조사를 완료할 것
7. 그리스 왕국은 특수국제위원회의 안전을 보장하고 위원회의 경비를 부담할 것

대사 회의는 추가로 알바니아 공국 정부에 위원회가 알바니아 영토 안에서 활동하는 것을 보조해달라고 요구했다.
그리스 왕국은 9월 8일 대사 회의의 중재안을 수락했고 이탈리아 왕국 또한 9월 10일에 중재안을 수락했다. 그러나 이탈리아 왕국은 그리스 왕국이 공정한 수사 결과를 제공할 때까지 코르푸섬에서 철군하지 않겠다고 언급했다.
9월 11일 그리스 왕국측 대표 니콜라오스 폴리티스가 국제연맹에 스위스 은행에 보증금 5,000만 리라를 예치했다고 통보했고 9월 15일 대사 회의는 무솔리니에게 늦어도 9월 27일까지 이탈리아 왕국군이 코르푸섬에서 철군해야 한다고 통보했다. 텔리니 암살 사건의 조사가 끝나기 하루 전인 9월 26일, 대사 회의는 "그리스 왕국 당국이 텔리니 암살 사건의 전후 과정에서 과실의 책임이 있다."라는 이유로 이탈리아 왕국에 스위스 은행에 예치된 5,000만 리라를 배상금 명목으로 제공했다. 이탈리아 왕국은 배상금 5,000만 리라 외에 1일 당 100만 리라를 기준으로 그리스 왕국에 이탈리아군의 코르푸섬 점령비를 추가로 청구했다. 대사 회의는 이탈리아 왕국이 점령비 청구에 관해 국제사법재판소에 소송을 제기할 수 있는 적법한 권리가 있다고 선언했다.
이탈리아 왕국 언론들은 이탈리아 왕국이 최후통첩으로 제시했던 사항들 대부분이 반영된 중재안을 환영했고 무솔리니의 외교적 성과를 칭찬했다. 반면 중재안에 대한 그리스 왕국의 여론은 전반적으로 부정적이었다. 영국 외무·영연방부 중앙부서의 제1서기였던 해럴드 니콜슨은 "우리는 연맹에 재갈을 물리고 그리스 왕국에 확실한 증거 없이 벌금을 부과했으며 특수조사위원회를 해산하는 방식으로 무솔리니의 위협들에 대응했고, 그로 인해 합의가 이루어질 수 있었다."라고 언급했다.

## 이탈리아군의 코르푸섬 철군
9월 27일 이탈리아군이 코르푸섬에서 철군하면서 이탈리아 왕국 국기 하강식이 진행되었다. 이탈리아 왕국 해군 함대와 그리스 왕국 해군 구축함의 수병들이 하강되는 이탈리아 왕국 국기에 경례를 표했고 그리스 왕국 국기가 게양될 때 이탈리아 왕국 해군 기함의 수병들이 국기에 경례를 표했다. 코르푸섬의 4만명의 주민들은 섬으로 돌아온 지사를 환영했고 그를 도청까지 배웅했다. 주민들은 코르푸섬을 방문한 영국과 프랑스의 영사들을 영국과 프랑스 국기로 환영했다.
이탈리아 왕국 해군 전대는 이탈리아 왕국이 5,000만 리라를 받기까지 섬에 주둔하라는 명령을 받았다. 스위스 은행에 예치되었던 5,000만 리라는 덴하흐 사법재판소가 처리를 담당했는데 스위스 은행은 그리스 중앙 은행의 승인 없이는 이탈리아 왕국으로 예치금을 송금할 수 없다고 답변했다. 이후 그리스 중앙 은행이 당일 저녁에 송금 승인을 스위스 은행에 알리면서 5,000만 리라가 이탈리아 왕국으로 송금되었다.
9월 29일, 베니토 무솔리니는 코르푸섬에 거주하는 그리스인들과 아르메니아인 난민들의 구호에 사용하라고 언급하며 배상금 5,000만 리라 중에서 1,000만 리라를 그리스 왕국에 반환했다. 하루 뒤인 9월 30일, 이탈리아 왕국 해군은 구축함 1척만 남겨둔 채 코르푸섬에서 철군했다.

## 사건의 여파와 의의
20세기 초반 코르푸섬에 있는 코르푸섬 시립극장에서는 이탈리아 오페라들이 상연되었으나 코르푸섬 사건으로 인해 오페라 상연은 중단되었다. 사건 이후 시립극장은 이탈리아 오페라 상연을 중단했고 마리카 코토풀리, 펠로스 카첼리스와 같은 그리스인 배우들이 등장하는 그리스어 공연들을 상연했다.
이탈리아 왕국이 코르푸섬을 침공한 주요 동기는 아드리아해의 입구에 있는 코르푸섬을 통해 아드리아해의 재해권을 장악하려는 전략적 동기였다. 이 사건은 무솔리니의 파시스트 정권이 향후 발생할 외교 문제에 대해 취할 입장을 보여준 선례가 되었고 무솔리니는 코르푸섬을 이탈리아 왕국령으로 합병하지 못했지만 첫 번째 국제적 외교 분쟁에서 승리를 거두었고 이탈리아 내에서 자신의 명성을 높일 수 있었다.
이 사건은 국제연맹이 창설된 이후 연맹이 담당하게 된 강대국이 연관되어 있는 첫 번째 외교 분쟁이었고 연맹은 분쟁을 해결하는데 실패했다. 이탈리아 왕국은 국제연맹의 창설국임과 동시에 상임이사국이었음에도 불구하고 국제연맹의 권위를 부정했다. 이 사건은 당시 국제연맹의 주도권을 잡고 있었던 영국의 외교 정책이 한계를 가지고 있었다는 점 또한 보여주었다.
그리스 왕국은 코르푸섬 문제에 집중하느라 도데카니사 제도 반환 문제를 관리할 수 없었다. 코르푸섬 사건 이후 그리스 왕국은 도데카니사 제도의 영유권을 주장하는 것을 포기했고 이탈리아 왕국은 1925년 도데카니사 제도를 공식 병합했다.